# Magic (B.o.B-sang)
 For alternative betydninger, se Magic. (Se også artikler, som begynder med Magic)
Magic er den tredje single fra B.o.Bs debutalbum B.o.B Presents: The Adventures Of Bobby Ray. Sangen har deltagelse af Weezers forsanger, Rivers Cuomo og er produceret af Dr. Luke.

## Modtagelse
Magic har generelt modtaget dårlig kritik af de anmeldere, der har anmeldt albummet. Anmelderen fra TinyMixtapes.com sagde at "'Magic' er fantastisk, triumferende forloren, nok til at give Steve Miller og den der fyr fra The Outfield kamp til stregen. Magic er ikke god på nogen måde, men det er fjollet fornøjelig."  Men selv med en under-gennemsnitlig vurdering, har sangen kæmpet sig vej op ad Billboard Hot 100 til en peak-placering som nummer 10. 

## Andre medier
Både sangen og kunstnerne medvirkede i en reklame i 2010 for Adidas.

## Musikvideo
Musikvideoen debuterede på MTV.com torsdag midnat den 2. september 2010. Videoen viser B.o.B der prøver på at vække sig selv fra en drøm. Han optræder også med Rivers Cuomo på scenen til en vild fest. Videoen blev instrueret af Sanaa Hamri. I begyndelsen og slutningen af videoen, kan der i radioen høres en besked fra B.o.B.

## Hitlister
| Chart (2010)                                   | Peak position |
| ---------------------------------------------- | ------------- |
| Australien                                     | 5             |
| Canadiske Hot 100                              | 17            |
| Irland                                         | 18            |
| New Zealand                                    | 6             |
| UK Singles Chart (The Official Charts Company) | 18            |
| Billboard Hot 100                              | 10            |
| Billboard Pop Songs                            | 12            |
| Billboard Rap Songs                            | 25            |

### Certifikationer
| Land | Uddelt af | Certifikationer |
| ---- | --------- | --------------- |
| USA  | RIAA      | Platin          |

## Eksterne links
- "B.o.B ft. Rivers Cuomo – Magic" youtube.com, hentet 2010-10-13